# Collins Fai
Collins Ngoran Suiru Fai (Bamenda, 1992. augusztus 13. –) kameruni válogatott labdarúgó, az et-Tájí játékosa.

## Pályafutása
Tagja volt a győztes válogatottnak, amely a 2017-es afrikai nemzetek kupáján vett részt. A 2017-es konföderációs kupán is tagja volt az utazó keretnek.

## Statisztika
2019. november 17-i állapotnak megfelelően.
| Válogatott | Év       | Mérkőzés | Gól |
| ---------- | -------- | -------- | --- |
| Kamerun    | 2012     | 1        | 0   |
| Kamerun    | 2015     | 1        | 0   |
| Kamerun    | 2016     | 1        | 0   |
| Kamerun    | 2017     | 15       | 0   |
| Kamerun    | 2018     | 6        | 0   |
| Kamerun    | 2019     | 9        | 0   |
| Összesen   | Összesen | 33       | 0   |

## Sikerei, díjai

### Klub
- Union Douala
  - Kameruni bajnok: 2011–12
- Standard Liège
  - Belga kupa: 2015–16, 2017–18

### Válogatott
- Kamerun
  - Afrikai nemzetek kupája: 2017